# Psychopunch
Psychopunch sind eine schwedische Punk ’n’ Roll Band aus Västerås.

## Geschichte
1998 gründete sich die Band aus Mitgliedern verschiedener Punk-, Death-Metal- und Rock-’n’-Roll-Bands.
Mittlerweile hat die Band acht Alben veröffentlicht, anfangs noch bei dem schwedischen Plattenlabel White Jazz Records (u. a. Hellacopters und Gluecifer). 2003 hat sie mit Back in the days den Titelsong zum Film Daily Dose geschrieben.  2004 wechselten sie zu dem deutschen Label Silverdust Records, bei dem sie im Juni desselben Jahres ihr Album Smashed on Arrival veröffentlichten. Im Jahre 2006 folgte ihr Album „Kamikaze Love Reducer“, ebenfalls auf Silverdust Records, welches in Magazinen wie Rock Hard oder Metal Hammer sehr gute Kritiken bekam. Im Januar 2008 folgte das Album "Moonlight City" Die Band veröffentlichte außerdem zahlreiche Splits mit anderen Bands.
Psychopunch spielten bereits mehrfach auf dem Summer Breeze und zweimal auf dem Wacken Open Air. 2005 spielte die Band außerdem bei dem Abschiedsfestival „Vaya Con Tioz“ der Band Böhse Onkelz und 2008 sowie 2014 auf dem With Full Force.
2007 wurden die ersten vier Alben (ursprünglich bei White Jazz Records erschienen) remastered und zwischen Dezember 2007 und August 2008 jeweils mit Bonus-CD neu herausgebracht. Das erste Album W.A.J.A.W.A.H.W.I.S.D. wurde um das unveröffentlichte Demo 333 Half As Evil erweitert. Bei dem zweiten Album Bursting Out Of Chucky's Town befinden sich Studio-Outtakes sowie Singles und B-Seiten auf der Bonus-CD, wie schon auf der Bonus-CD des Albums Moonlight City. Auch die beiden anderen Alben Original Scandinavian Superdudes und The Pleasure Kill erschienen 2008 in neuer Form. Von 2009 bis 2019 erschienen vier weitere Alben.

## Diskografie

### Alben
- We Are Just As Welcome As Holy Water In Satan's Drink LP/CD (1999)
- Bursting Out of Chucky's Town LP/CD (2000)
- Original Scandinavian Superdudes LP/CD (2001)
- The Pleasure Kill LP/CD (2002)
- Smashed On Arrival LP/CD (2004)
- Kamikaze Love Reducer LP/CD (2006)
- Moonlight City 2LP/2CD (2008)
- Death By Misadventure 2LP/2CD (2009)
- The Last Goodbye LP/CD (2010)
- Smakk Valley LP/CD (2013)
- Sweet Baby Octane LP/CD (2015)
- Greetings from Suckerville LP/CD (2019)

### EPs/Singles/Splits/Demos
- 333 Half As Evil Demo (1998)
- Split mit The Dirters 7"-Split-EP (2002)
- Psychopunch And Hollywood Hate 7"-Split-EP (2003)
- Psychopunch And Hollywood Hate 7"-Split-EP (US Version) (2003)
- Psychopunch & TV Men 10"-Split-EP (2003)
- Long Way Down 7"-Single (2003)
- Split mit Windfall 7"-Split-EP (2004)
- Split mit Boozed 7"-Split-EP (2004)
- The Gun Cries Justice/Complete Control 7"-Single (2005)
- V8 Wankers vs. Psychopunch 7"-Split-EP (2006)
- Overrated offizieller, kostenloser Download (2006)
- Everlasting offizieller, kostenloser Download (2006)
- Overrated/Mediocre Medicine 7"-Single (2007)
- No One Realy Knows offizieller, kostenloser Download (2007)
- Funhouse Blues And Six Sick Sexy Covers 10"-EP/CD (2008)
- Another Feeling (2009)

### Kompilationen/Re-Releases
- We Are Just As Welcome As Holy Water In Satan's Drink 2CD Re-Release (2007)
- Bursting Out Of Chucky's Town 2CD Re-Release (2008)
- Original Scandinavian Superdudes 2CD Re-Release (2008)
- The Pleasure Kill 2CD Re-Release (2008)

## Videos
- Back In The Days (2003)
- Nothing Ever Dies (2004)
- Overrated (2006)
- No One Really Knows (2008)
- The Way She's Kissing (2010)
- Sitting by the Railroad (2013)
- So Jaded (2013)
- Last Night (2013)
- Emily (2014)
- Forever And A Day (2015)
- On A Night Like This (Hell Yeah) (2016)